# 側鎖
Notes
1. An oligomeric branch may be termed a short-chain branch.
2. A polymeric branch may be termed a long-chain branch.[1]

有機化学や生化学では、側鎖（そくさ、英: side chain）とは、主鎖（またはバックボーン）と呼ばれる分子の中心部分に結合している化学基（置換基）である。これはより大きな炭化水素骨格に結合している分子の炭化水素の分岐要素であり、分子の性質や反応性を決定する要因の一つである。
側鎖は、ペンダント分子鎖（英: pendant chain）とも呼ばれる。しかし、ペンダント基（英: pendant group）や側基（英: side group）は定義が異なる。

## 記法
化学構造図では、アルキル基（飽和炭化水素）側鎖を表す一般的な代用語として R がよく使われる。構造図でその他の炭素以外の基を示す場合には、X, Y, Z がよく使用される。

## 歴史
R記号は、19世紀のフランスの化学者シャルル・フレデリック・ジェラールが、複数のヨーロッパ言語で「根(root)」や「残留物(residue)」の頭文字に対応していることから、広く認識され、理解されるだろうという理由で採用を提唱した。フランス語のracine（根）とrésidu（残留物）、これらの言葉の英訳であるradical（ラテン語のradixに由来）、ラテン語のradix（根）とresiduum（残留物）、ドイツ語のRest（残り物、化学の文脈では残留物(residue)とラジカル(radical)の両方の意味）などがある。

## 使用法

### 有機化学
高分子化学では、オリゴマーやポリマーの分岐の側鎖は、ポリマーの主鎖から伸びるものを言う。側鎖は、ポリマーの特性（主に結晶化度と密度）に大きな影響を与える。オリゴマーの分岐は短鎖分岐（英: short-chain branch）と呼ばれ、ポリマーの分岐は長鎖分岐（英: long-chain branch）と呼ばれることがある。ペンダント基または側基は、側鎖とは異なり、オリゴマーでもポリマーでもない。

### 生化学

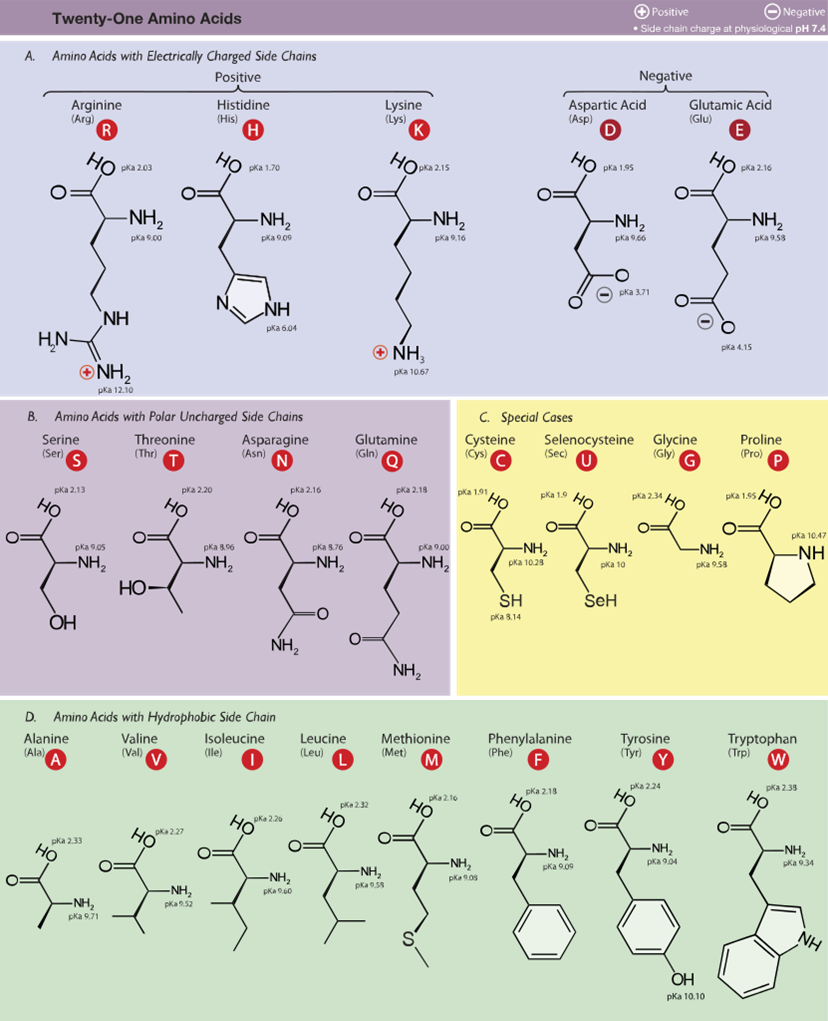
21種のアミノ酸の一覧

アミノ酸残基で構成されるタンパク質では、側鎖がアミド骨格のα炭素原子に結合している。α炭素に結合している側鎖は、各アミノ酸に固有のもので、アミノ酸の電荷や極性を決定する役割を果たす。アミノ酸の側鎖は、タンパク質が正しく折りたたまれて機能するための多くの相互作用にも関与している。極性の似たアミノ酸同士は通常引きつけられるが、非極性側鎖と極性側鎖は通常互いに反発する。非極性/極性相互作用は、タンパク質全体に比較的多く存在するため、二次構造の安定化に重要な役割を果たす可能性がある。側鎖原子の空間的な位置は、側鎖再構築のための計算ツールを使用し、タンパク質骨格の形状に基づいて予測できる。

## 参照項目
- アルキル
- 主鎖
- 分枝 (化学)
- 官能基
- ペンダント基（英語版）
- 残渣
- 置換基  (英語版)